# Typenrad

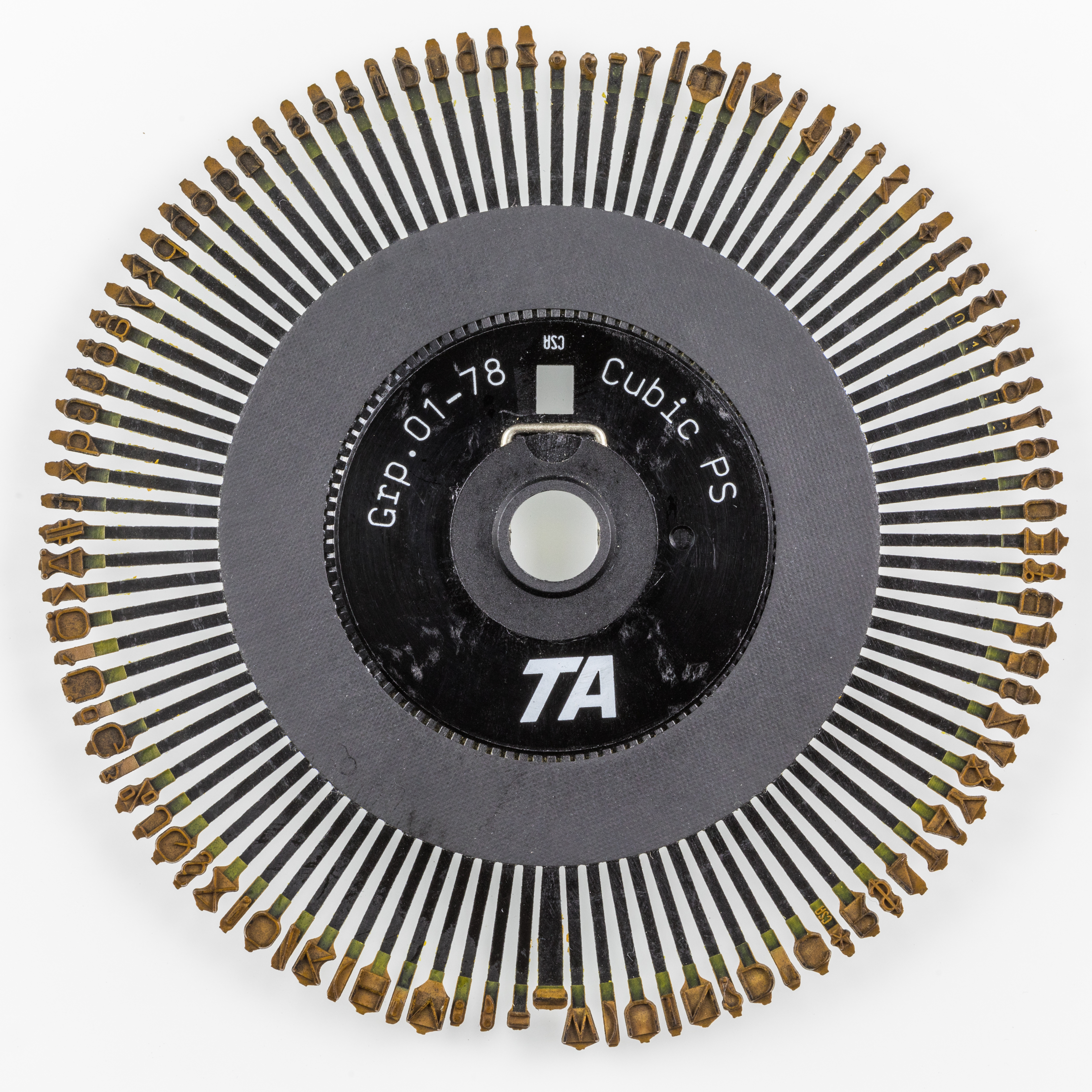
Modernes Typenrad

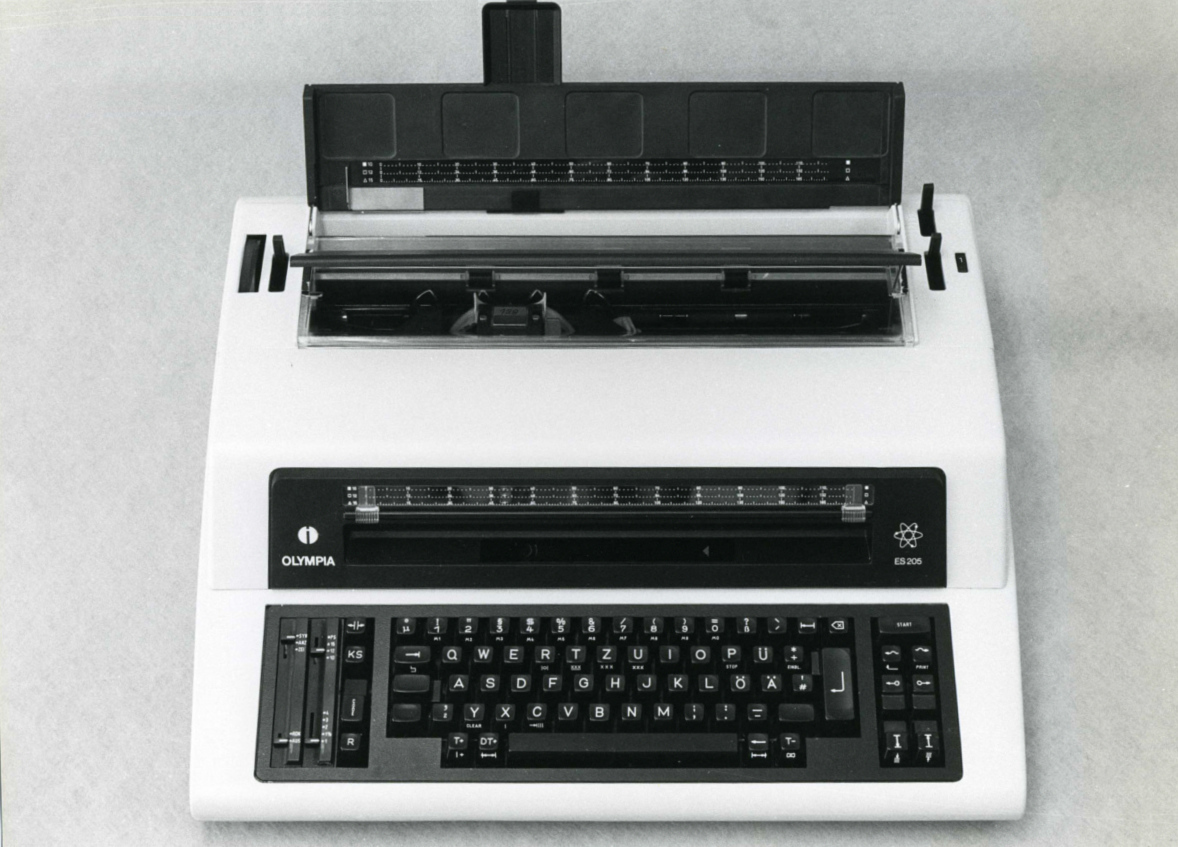
Typenrad-Schreibmaschine vom deutschen Hersteller Olympia, 1992

Das Typenrad (engl. daisy wheel, wörtlich: Gänseblümchen-Rad) zählt neben Typenhebel und Kugelkopf zu den häufigsten Typenträgern von elektromechanischen Schreibmaschinen.
Ein ähnlicher Typenträger in radform wird auch zur manuellen Herstellung von Prägeetiketten verwendet.
Trommeldrucker hingegen besitzen Typenwalzen.

## Allgemeines
Bei einem Typenrad sind die Typen radial am Ende von federnden Speichen sternförmig angebracht. Durch Drehung des Rades wird das gewünschte Zeichen in Position gebracht und mit einem elektromagnetisch betätigten Hammer gegen Farbband und Papier geschlagen. Durch Austausch des Typenrades kann die Schriftart einfach gewechselt werden.

## Funktionsweise
Insbesondere im Vergleich zum Kugelkopf als technischen Vorläufer des Typenrades sind die Typen hier in nur einer Ebene angeordnet; jede Speiche trägt eine dedizierte Type. Das reduziert die erforderlichen mechanischen Aktionen für den Abdruck eines Zeichens auf eine Rotation um eine einzige Achse und das finale Abschlagen. Zudem ist die insgesamt zu bewegende Masse weitaus geringer. Allein das Typenrad wiegt mit rund 5 Gramm nur noch die Hälfte eines Kugelkopfes (10 Gramm).

## Konstruktion
Die Grundform eines Typenrades wird aus einem festen und stabilen Kunststoff gefertigt. Die einzelnen Typen am Ende der Speichen sind hingegen federnd gelagert, wobei in der Fertigung ein elastischerer Kunststoff mit eingeschmolzen wird. Die Type hingegen ist wieder aus einem haltbareren und festen Kunststoff gefertigt, damit Verschleiß der Type selbst entgegengewirkt wird. Die hierfür benötigten Kunststoffe und Fertigungstechniken stehen erst seit Mitte der 1970er in ausreichender Qualität zur Verfügung.
Die zentrale Aufnahme an der Nabe verfügt über eine mechanische Arretierung, welche das Typenrad fest auf der Achse an einer definierten Position einrasten lässt. Spätere Entwicklungen einiger Hersteller (z. B. Brother) verwenden ein von einem Gehäuse (Cartridge) umgebenes Typenrad, sodass dieses beim Wechsel und bei der Aufbewahrung stets geschützt ist und in einer beliebigen Position eingelegt werden kann. Das Typenrad positioniert sich und arretiert dabei automatisch.